# География Узбекистана
Узбекистан расположен в центральной части Средней Азии.

## Общая информация
Общая площадь составляет 448 900 км², из которых 425 400 км² (95 %) — суша (56 место в мире). Эта страна лишь немного крупнее Швеции.
Климат резко континентальный. Средняя температура: январь — от +9 °C до −8 °C, июль — от +26 °C до +35 °C.
Среднегодовое количество осадков на равнинах — 90—580 мм, в горных районах — 460—910 мм.. Выхода к Мировому океану не имеется, наряду с Лихтенштейном является государством, которое граничит исключительно со странами, также не имеющими выхода в Мировой океан. Территория Узбекистана полностью входит в бассейны бессточных водоёмов и областей.

### Крайние точки
- Крайняя северная точка: на северо-востоке плато Устюрт, у западного берега Аральского моря (озера) — 45° 35′ 25″ с. ш.
- Крайняя южная точка: на стыке границ с Афганистаном и Таджикистаном — 37° 10′ 30″ с. ш.
- Крайняя западная граница: линия государственной границы с Казахстаном на плато Устюрт, протянувшаяся на 410 км с севера на юг вдоль меридиана 56° 00′ 00″ в. д.
- Крайняя восточная точка: располагается на восточной окраине Ферганской долины на границе с Кыргызстаном

 — согласно советским топографическим картам это точка к северу от акватории Андижанского водохранилища — 73° 09′ 01″ в. д.
 — Узбекистан оспаривает эту границу и претендует на всю акваторию Андижанского водохранилища, в таком случае крайней восточной точкой страны является крайняя восточная точка Андижанского водохранилища — 73° 11′ 55″ в. д.

## Рельеф
Две трети территории страны составляют пустыни (пустыня Кызылкум), степи (Голодная степь) и горы (Тянь-Шань, Гиссарский хребет).
Города Узбекистана, вокруг которых сосредоточена жизнь народа этой страны, находятся в долинах рек (Амударья и Сырдарья).
На севере восточной части страны расположено пресноводное озеро Айдаркуль — крупное (3000 км²) искусственное водохранилище в Айдар-Арнасайской системе озёр, занимающей общую площадь 4000 км². На севере — граница проходит по середине бывшего Аральского моря (озера), ныне высохшей его части — Южному (Большому) Аральскому морю.

## Границы
Общая протяжённость границ — 6221 км:
- на севере и северо-востоке граничит с Казахстаном (протяжённость границы 2203 км)
- на востоке — с Кыргызстаном (протяжённость границы — 1099 км)[4].
- на востоке и юго-востоке — с Таджикистаном (протяжённость границы — 1161 км).
- на юге — с Афганистаном (протяжённость границы — 137 км).
- на юге и западе — с Туркменистаном (протяжённость границы — 1621 км).

## Анклавы и эксклавы
Узбекистан имеет четыре эксклава, отделённых от основной территории (все находятся в Ферганской долине, окружены территорией Кыргызстана).
На территории Узбекистана находятся анклавы Таджикистана (Сарвак) и Кыргызстана (Барак)